# Farnham Castle
Farnham Castle ier en borg fra 1100-tallet i Farnham, Surrey, England. Det var tidligere sæde for biskoppen af Winchester. Borgen blev ødelagt under den engelske borgerkrig i 1648.
Farnham Castle drives i dag som en turistattraktion af English Heritage.